# КМОН

Статичний КМОН-інвертор

КМОН-структура або КМОН-транзистор (комплементарна структура метал-оксид-напівпровідник; англ. CMOS, Complementary-symmetry/metal-oxide semiconductor) — вид технічного процесу виготовлення польового МОН — транзистора (англ. MOSFET), що використовує симетричні комплементарні пари МОН транзисторів p-типу та n-типу для реалізації логічних функцій. Технологія КМОН використовується для побудови інтегральних мікросхем (ІС), таких як мікропроцесори, мікроконтролери, мікросхеми пам'яті та інші цифрові логічні схеми. Технологія КМОН використовується також для аналогових схем, таких як датчики зображення, перетворювачі даних, радіочастотні схеми та високо інтегровані приймачі для багатьох типів зв'язку.
Основною особливістю схем КМОН в порівнянні з біполярними технологіями є дуже мале енергоспоживання в статичному режимі (здебільшого можна вважати, що енергія споживається тільки під час перемикання станів) у випадку послідовного їх з'єднання (наприклад, у вигляді інвертора, чи якоїсь іншої логічної схеми).
Другою особливістю структури КМОН в порівнянні з іншими МОН-структурами (N-МОН або англ. NMOS , P-МОН або англ. PMOS) є наявність як n-, так і p-канальних польових транзисторів на одній напівпровідниковій підкладці; як наслідок, КМОН-схеми мають вищу швидкодію та менше енергоспоживання, проте при цьому характеризуються складнішим технологічним процесом виготовлення і меншою щільністю упаковки.

## Історія

Спрощена покрокова схема процесу виготовлення КМОН-інвертора за мікроелектронною технологією. Примітка: в реальних пристроях контакти затвора, стоку й витоку зазвичай не лежать в одній площині, масштаб спотворено для наочності

МДН-транзистор (або МОН-транзистор або англ. MOSFET) винайшли Мохамед М. Атала та Доун Канг у Bell Labs у 1959 році. Спочатку було два типи процесу виготовлення: P-МОН (p-тип МОН) та N-МОН (n-тип МОН). Обидва типи були розроблені Аталою та Кангом, коли вони спочатку винайшли МОН-польовий транзистор, виготовляючи як p-канальні, так і n-канальні транзистори за 20 мкм процесом в 1960 році. Хоча у Bell Labs спочатку не помічали КМОН-транзисторів та ігнорували їх, віддаючи першість біполярним транзисторам, винахід МДН транзистора викликало значний інтерес у Fairchild Semiconductor. Базуючись на роботі Атали, Са Чжітан впровадив технологію МОН для Fairchild Semiconductor з його контрольованим МОН — тетродом, виготовленим наприкінці 1960 року.
Са Чжітан та Френк Ванлас розробили новий тип логіки на МДН транзисторах, що поєднує у собі обидва процеси P-МОН і N-МОН, що називається комплементарною парою МОН (англ. CMOS). У лютому 1963 р. вони опублікували свій винахід у науковій роботі. Пізніше Ванлас подав документи на патент США 3 356 858 схеми КМОН у червні 1963 року, який був виданий у 1967 році. Як у дослідницькій роботі, так і в патенті було описано виготовлення приладів КМОН на основі термічного окислення кремнійорганічної підкладки для отримання шару діоксиду кремнію, розташованого між точкою з'єднання стоку та витоку транзисторів.
КМОН був комерціалізований в кінці 1960-х. Цю технологію було прийнято для проектування інтегральних мікросхем (ІС), розробляючи схеми КМОН для комп'ютера ВПС у 1965 році, а потім 288-бітний чип пам'яті CMOS SRAM в 1968 році. Також КМОН використовувався для інтегральних мікросхем серії 4000 в 1968 році, починаючи з 20 мкм процесу виготовлення напівпровідників. Згодом, поступово процес масштабували до 10 мкм протягом наступних кількох років.
Американська індустрія напівпровідників спочатку не помічала технологію КМОН, віддаючи перевагу N-МОН, яка була на той час більш розвиненою. Однак КМОН було швидко прийнято і вдосконалено японськими виробниками напівпровідників завдяки низькому енергоспоживанню, що призвело до зростання японської промисловості напівпровідників. У 1969 році Toshiba розробила C²MOS (Clocked CMOS), технологію з меншим споживанням енергії та більшою швидкодією, ніж звичайний CMOS. Toshiba використовувала свою технологію C²MOS у розробці мікросхеми для кишенькового калькулятора Sharp EL-801 Elsimini, розробленого в 1971 році і випущеного в 1972 році Suwa Seikosha (нині Seiko Epson) розпочала розробку мікросхеми CMOS для кварцових годинників Seiko в 1969 році, а в 1971 році Seiko розпочала серійне виробництво годинника Analog Quartz 38SQW. Першим масовим електронним продуктом з технологією CMOS був цифровий годинник Hamilton Pulsar «Wrist Computer», випущений у 1970 році. Через низьке енергоспоживання логіка CMOS широко застосовується для калькуляторів і годинників з 1970-х років.
Найпершими мікропроцесорами на початку 1970-х були процесори PMOS, які спочатку домінували в ранній мікропроцесорній галузі. До кінця 1970-х мікропроцесори NMOS випередили процесори PMOS. Однак процесори CMOS не стали домінуючими аж до 1980-х.
CMOS спочатку був повільнішим за логіку N-МОН, тому N-МОН в 1970-х роках широко використовувався для комп'ютерів. Intel 5101 (1 kb SRAM) чип пам'яті CMOS (1974) мав час доступу 800 нс, тоді як найшвидший чип NMOS на той час, Intel 2147 (4 kb SRAM) мікросхема пам'яті HMOS (1976), час доступу 55/70 нс. У 1978 р. Дослідницька команда Hitachi під керівництвом Тошіакі Масухари представила процес Hi-CMOS у мікросхемі пам'яті HM6147 (4 kb SRAM), виготовленою за 3 мкм процесом . Чип Hitachi HM6147 зміг зрівнятися за швидкодією (55/70 нс доступ) з чипом Intel 2147 HMOS, однак HM6147 витрачав значно менше енергії (15 мА), проти Intel 2147 (110 мА). Маючи однакову продуктивність та набагато менше енергоспоживання, процес C²MOS зрештою обігнав NMOS і став найпоширенішим техпроцесом виготовлення напівпровідників для комп'ютерів у 1980-х.
У 1980-х мікропроцесори CMOS випередили мікропроцесори NMOS. Космічний корабель NASA Galileo, відправлений на орбіту Юпітера в 1989 році, використовував мікропроцесор RCA 1802 CMOS завдяки його низькому енергоспоживанню.
Компанія Intel запропонувала 1,5 мкм процес виготовлення напівпровідникових пристроїв CMOS в 1983 році. У середині 1980-х Біджан Даварі із IBM розробив високоефективну низьковольтну технологію CMOS з нанометровим техпроцесом, що дало розвиток більш швидким комп'ютерам, портативним комп'ютерам та мобільним пристроям. У 1988 році Даварі очолив команду IBM, яка продемонструвала високоефективний 250 нанометровий техпроцес CMOS.
Fujitsu комерціалізував 700 нм техпроцес CMOS в 1987 році а потім Hitachi, Mitsubishi Electric, NEC і Toshiba комерціалізували 500 нм CMOS у 1989 р. У 1993 році компанія Sony продала 350 нм CMOS-процес, в той час як Hitachi і NEC продали 250 нм CMOS. Hitachi представив 160 нм техпроцес CMOS в 1995 році, тоді Mitsubishi представила 150 нм CMOS в 1996 році, а потім Samsung Electronics представив 140 нм у 1999 р.
У 2000 році у компанії Micron Technology винайшли атомно-шарове осадження плівок діелектрика з діелектричною проникністю більшою, ніж у діоксида кремнію (технологія High-k), що призвело до розробки економічно ефективного процесу CMOS 90 нм . Toshiba та Sony розробили 65 нм техпроцес CMOS у 2002 році а потім TSMC ініціював розробку логіки CMOS з техпроцесом 45 нм у 2004 році. Розвиток технології багатошарової літографії призвів до появи 30 нм техпроцесу CMOS у 2000-х роках.
CMOS використовується в більшості сучасних мікросхем та інтегрованих схемах надвеликого рівня інтеграції (VLSI) . З 1976 по 2010 рік, процесори з найкращою продуктивністю на ват були виготовлені за CMOS технологією статичної логіки. Станом на 2019 рік планарна CMOS-технологія все ще є найпоширенішою формою виготовлення напівпровідникових пристроїв, але поступово її замінює непланарна технологія FinFET, за якою можна виготовляти напівпровідникові прилади менше 20 нм.